# Histiotus velatus
Histiotus velatus é uma espécie de morcego da família Vespertilionidae. Pode ser encontrada na Argentina, Brasil e Bolívia. Possui problemas taxonômicos.